# Perutzstadion
Het Perutz Stadion is een multifunctioneel stadion in Pápa, een stad in Hongarije. Het stadion wordt vooral gebruikt voor voetbalwedstrijden, de voetbalclub Pápai PFC maakt gebruik van dit stadion. Tussen 1995 en 2005 maakte Lombard-Pápa TFC gebruik van dit stadion. In het stadion is plaats voor 4.561 toeschouwers. 

## Internationaal toernooi
In 2014 werd dit stadion gebruikt voor het Europees kampioenschap voetbal mannen onder 19. Er werden drie wedstrijden in de groepsfase van het toernooi gespeeld. 